# 水戸葵陵高等学校
水戸葵陵高等学校（みときりょうこうとうがっこう）とは、茨城県水戸市千波町にある私立高等学校。

## 概要
- 1996年(平成8年)4月1日に「水戸短期大学附属水戸高等学校」から現在の学校名に変更した（旧「水戸短期大学附属高等学校」（現・水戸啓明高等学校）とは別）。元々は旧名の通り水戸短期大学の併設校であったが、短大は2012年に閉校している。
- 近隣の私立水戸英宏中学校（学校法人緑丘学園）と連携型中高一貫教育をおこなっている[1][2]。
- 中間･期末テストは存在しない代わりに、1週間の学習内容を確認するウィークリーテスト、1～2ヶ月間の学習内容の定着を確認するマンスリーテストを実施している[3]。
- 完全学校給食を実施している[4]。
- 奨学生制度を設けている。学業奨学生は単願・併願等で免除金額が異なる。特技奨学生は剣道・柔道・サッカー・野球・卓球・女子バレーボール・バスケットボール・駅伝・山岳・ソフトテニス・書道・将棋の各部活が対象である。[5]。
- 部活動では、剣道部全国大会優勝[6]、柔道部全国大会入賞[7]、男子サッカー部茨城大会優勝[8]、スキー部関東大会優勝[9]などの成果を残している。

## 沿革
（出典は公式サイト）
- 1985年（昭和60年）
  - 水戸短期大学附属水戸高等学校として開校。普通科・情報処理商業科・体育科設置
- 1995年（平成7年）	
  - 学科改編・普通科のみとなる
- 1996年（平成8年）	
  - 学校名を「水戸葵陵高等学校」に変更
- 2003年（平成15年）	
  - 医歯薬コース設置
- 2005年（平成17年）	
  - 完全学校給食制導入
- 2006年（平成18年）	
  - 剣道部インターハイ 団体全国優勝
- 2009年（平成21年）	
  - 剣道部インターハイ 団体全国優勝（2回目）
- 2013年（平成25年）	
  - 進学Vコース設置
- 2015年（平成27年）	
  - 創立30周年を迎える
- 2017年（平成29年）	
  - 特進iコース設置

## 設置コース
- 医歯薬コース[11]
- 特進iコース [12]
- 進学Vコース[13]

## 行事

### 学園祭
葵陵祭という名称がつけられている。
例年6月の第3金曜日から3日間開催され、最終日の日曜日は一般公開している。

### 学習合宿
医歯薬コース、特進iコースの1・2年生の夏に1回実施している。1日10時間以上の集中学習が特徴である。

### クラスマッチ
毎年秋に全校生徒参加で開催される。

### 修学旅行
海外への修学旅行を実施している。
新型コロナウイルスの流行後は国内に変更になっている。

## 進学
- 国内の4年制大学への進学が多い。[19]

## 系列校
- 水戸啓明高等学校（姉妹校）
- EIKOデジタル・クリエイティブ高等学校（姉妹校・学校法人緑丘学園）
- 水戸英宏中学校（連携校・学校法人緑丘学園）
- 水戸英宏小学校（学校法人緑丘学園）
- 愛宕幼稚園（学校法人緑丘学園）
- 平須幼稚園（学校法人緑丘学園）

## 著名な卒業生
- 石山麻弥（柔道)

## その他
- 制服は、ファッションデザイナーの山本寛斎のデザインである。